# Adolphe Goupil
Adolphe Goupil (1806-1893) fou un dels grans marxants d'art i editors del segle xix amb la seva empresa Goupil & Cie.
Va ser alcalde de Saint-Martin-aux-Chartrains (Calvados) des de 1875 fins a 1893. Hi posseïa el "Château Tout La Ville". De 1871 a 1885, va tenir un contracte d'exclusivitat amb el pintor Giovanni Boldini. Estava associat amb membres de la seva mateixa família, i el gerent de la sucursal holandesa, Vincent i Theodore Van Gogh en foren empleats a Londres i París. La raó social de l'empresa fou durant un temps "Goupil, Manzi i Joyant". La seva filla Maria es va casar amb el famós pintor Jean-Léon Gérôme. El seu net, Jean Gérôme, nascut el 1864, va ser ferit mortalment en un duel per Vincent van Gogh, qui va morir de les seves lesions i no d'un intent de suïcidi, cosa que explicaria la sortida dels Van Gogh de la casa de Goupil (després de Louis Barbier).
El "museu Goupil", crat a Bordeus el 1991, és dedicat a ell.